# Hợp xướng của Johann Sebastian Bach
| Mã số   | Tựa bài                                                        | Thể loại | Cung thể | Nhạc cụ | Ghi chú |
| ------- | -------------------------------------------------------------- | -------- | -------- | ------- | ------- |
| BWV253  | Ach bleib bei uns, Herr Jesu Christ                            | Chorales |          |         |         |
| BWV254  | Ach Gott, erhoer' mein Seufzen                                 | Chorales |          |         |         |
| BWV255  | Ach Gott und Herr                                              | Chorales |          |         |         |
| BWV256  | Ach lieben Christen, seid getrost                              | Chorales |          |         |         |
| BWV257  | Wär Gott nicht mit uns diese Zeit                              | Chorales |          |         |         |
| BWV258  | Wo Gott der Herr nicht bei uns haelt                           | Chorales |          |         |         |
| BWV259  | Ach, was soll ich Suender machen                               | Chorales |          |         |         |
| BWV260  | Allein Gott in der Hoeh' sei Ehr'                              | Chorales |          |         |         |
| BWV261  | Allein zu dir, Herr Jesu Christ                                | Chorales |          |         |         |
| BWV262  | Alle Menschen muessen sterben                                  | Chorales |          |         |         |
| BWV263  | Alles ist an Gottes Segen                                      | Chorales |          |         |         |
| BWV264  | Als der guetige Gott                                           | Chorales |          |         |         |
| BWV265  | Als Jesus Christus in der Nacht                                | Chorales |          |         |         |
| BWV266  | Als vierzig Tag nach Ostern                                    | Chorales |          |         |         |
| BWV267  | An Wasserfluessen Babylon                                      | Chorales |          |         |         |
| BWV268  | Auf, auf, mein Herz, und du mein ganzer Sinn                   | Chorales |          |         |         |
| BWV269  | Aus meinese Herzens Grunde                                     | Chorales |          |         |         |
| BWV270  | Befiehl du deine Wege                                          | Chorales |          |         |         |
| BWV271  | Befiehl du deine Wege                                          | Chorales |          |         |         |
| BWV272  | Befiehl du deine Wege                                          | Chorales |          |         |         |
| BWV273  | Christ, der du bist der helle Tag                              | Chorales |          |         |         |
| BWV274  | Christe, der du bist Tag und Licht                             | Chorales |          |         |         |
| BWV275  | Christe, du Beistand deiner Kreuzgemeinde                      | Chorales |          |         |         |
| BWV276  | Christ ist erstanden                                           | Chorales |          |         |         |
| BWV277  | Christ lag in Todesbanden                                      | Chorales |          |         |         |
| BWV278  | Christ lag in Todesbanden                                      | Chorales |          |         |         |
| BWV279  | Christ lag in Todesbanden                                      | Chorales |          |         |         |
| BWV280  | Christ, unser Herr, zum Jordan kam                             | Chorales |          |         |         |
| BWV281  | Christus, der is mein Leben                                    | Chorales |          |         |         |
| BWV282  | Christus, der is mein Leben                                    | Chorales |          |         |         |
| BWV283  | Christus, der uns selig macht                                  | Chorales |          |         |         |
| BWV284  | Christus, ist erstanden, hat ueberwunden                       | Chorales |          |         |         |
| BWV285  | Da der Herr Christ zu Tische sass                              | Chorales |          |         |         |
| BWV286  | Danket dem Herren                                              | Chorales |          |         |         |
| BWV287  | Dank sei Gott in der Hoehe                                     | Chorales |          |         |         |
| BWV288  | Das alte Jahr vergangen ist                                    | Chorales |          |         |         |
| BWV289  | Das alte Jahr vergangen ist                                    | Chorales |          |         |         |
| BWV290  | Das walt' Gott Vater und Gott Sohn                             | Chorales |          |         |         |
| BWV291  | Das walt' mein Gott, Vater, Sohn und heiliger Geist            | Chorales |          |         |         |
| BWV292  | Den Vater dort oben                                            | Chorales |          |         |         |
| BWV293  | Der du bist drei in Einigkeit                                  | Chorales |          |         |         |
| BWV294  | Der Tag, der ist so freudenreich                               | Chorales |          |         |         |
| BWV295  | Des heil'gen Geistes recihe Gnad'                              | Chorales |          |         |         |
| BWV296  | Die Nacht ist kommen                                           | Chorales |          |         |         |
| BWV297  | Die Sonn' hat sich mit ihrem Glanz                             | Chorales |          |         |         |
| BWV298  | Dies sind die heil'gen zehn Gebot'                             | Chorales |          |         |         |
| BWV299  | Dir, dir, Jehova, will ich singen                              | Chorales |          |         |         |
| BWV300  | Du grosser Schmerzensmann                                      | Chorales |          |         |         |
| BWV301  | Du, o schoenes Weltgebaeude                                    | Chorales |          |         |         |
| BWV302  | Ein' feste Burg ist unser Gott                                 | Chorales |          |         |         |
| BWV303  | Ein' feste Burg ist unser Gott                                 | Chorales |          |         |         |
| BWV304  | Eins ist Not! ach Herr, dies Eine                              | Chorales |          |         |         |
| BWV305  | Erbarm' dich mein, o Herre gott                                | Chorales |          |         |         |
| BWV306  | Erstanden ist der heil'ge Christ                               | Chorales |          |         |         |
| BWV307  | Es ist gewisslich an der Zeit                                  | Chorales |          |         |         |
| BWV308  | Es spricht der Unweisen Mund wohl                              | Chorales |          |         |         |
| BWV309  | Es stehn vor Gottes Throne                                     | Chorales |          |         |         |
| BWV310  | Es wird schier der letzte Tag herkommen                        | Chorales |          |         |         |
| BWV311  | Es woll' uns Gott genaedig sein                                | Chorales |          |         |         |
| BWV312  | Es woll' uns Gott genaedig sein                                | Chorales |          |         |         |
| BWV313  | Fuer Freuden lasst uns springen                                | Chorales |          |         |         |
| BWV314  | Gelobet seist du, Jesu Christ                                  | Chorales |          |         |         |
| BWV315  | Gib dich zufrieden und sei stille                              | Chorales |          |         |         |
| BWV316  | Gott, der du selber bist das Licht                             | Chorales |          |         |         |
| BWV317  | Gott, der Vater, wohn' uns bei                                 | Chorales |          |         |         |
| BWV318  | Gottes Sohn ist kommen                                         | Chorales |          |         |         |
| BWV319  | Gott hat das Evangelium                                        | Chorales |          |         |         |
| BWV320  | Gott lebet noch                                                | Chorales |          |         |         |
| BWV321  | Gotlob, es geht nunmehr zu Ende                                | Chorales |          |         |         |
| BWV322  | Gott sei gelobet und gebenedeiet/Meine Seele erhebet den Herrn | Chorales |          |         |         |
| BWV323  | Gott sei uns gnaedig                                           | Chorales |          |         |         |
| BWV324  | Meine Seele erhebet den Herrn                                  | Chorales |          |         |         |
| BWV325  | Heilig, heilig                                                 | Chorales |          |         |         |
| BWV326  | Harmonised chorale                                             | Chorales |          |         |         |
| BWV326a | Herr Gott, dich loben alle wir                                 | Chorales |          |         |         |
| BWV327  | Fuer deinen Thron tret' ich hiermit                            | Chorales |          |         |         |
| BWV328  | Herr, Gott, dich loben wir                                     | Chorales |          |         |         |
| BWV329  | Herr, icj denk' an jene Zeit                                   | Chorales |          |         |         |
| BWV330  | Herr, ich habe missgehandelt                                   | Chorales |          |         |         |
| BWV331  | Herr, ich habe missgehandelt                                   | Chorales |          |         |         |
| BWV332  | Herr Jesu Christe, dich zu uns wend                            | Chorales |          |         |         |
| BWV333  | Herr Jesu Christ, du hast bereit't                             | Chorales |          |         |         |
| BWV334  | Herr Jesu Christ, du hoechstes Gut                             | Chorales |          |         |         |
| BWV335  | Herr Jesu Christ, mein's Lebens Licht                          | Chorales |          |         |         |
| BWV336  | Herr Jesu Christ, wahr'r Mensch und Gott                       | Chorales |          |         |         |
| BWV337  | Herr, nun lass in Frieden                                      | Chorales |          |         |         |
| BWV338  | Herr, straf mich nicht in deinem Zorn                          | Chorales |          |         |         |
| BWV339  | Herr, wie du willst, so schick's mit mir                       | Chorales |          |         |         |
| BWV340  | Herzlich lieb hab ich dich, o Herr                             | Chorales |          |         |         |
| BWV341  | Heut'ist, o Mensch, ein grosser Trauertag                      | Chorales |          |         |         |
| BWV342  | Heut' triumphieret Gottes Sohn                                 | Chorales |          |         |         |
| BWV343  | Hilf, Gott, dass mir's gelinge                                 | Chorales |          |         |         |
| BWV344  | Hilf, Herr Jesu, lass gelingen                                 | Chorales |          |         |         |
| BWV345  | Ich bin ja, Herr, in deiner Macht                              | Chorales |          |         |         |
| BWV346  | Ich dank' dir Gott fur all' Wohltat                            | Chorales |          |         |         |
| BWV347  | Ich dank' dir, lieber Herre                                    | Chorales |          |         |         |
| BWV348  | Ich dank' dir, lieber Herre                                    | Chorales |          |         |         |
| BWV349  | Ich dank' dir schon durch deinen Sohn                          | Chorales |          |         |         |
| BWV350  | Ich danke dir, o Gott, in deinem Throne                        | Chorales |          |         |         |
| BWV351  | Ich hab' mein' Sach' Gott heimgestellt                         | Chorales |          |         |         |
| BWV352  | Jesu, der du meine Seele                                       | Chorales |          |         |         |
| BWV353  | Jesu, der du meine Seele                                       | Chorales |          |         |         |
| BWV354  | Jesu, der du meine Seele                                       | Chorales |          |         |         |
| BWV355  | Jesu, der du selbsten wohl                                     | Chorales |          |         |         |
| BWV356  | Jesu, du mein liebstes Leben                                   | Chorales |          |         |         |
| BWV357  | Jesu, Jesu, du bist mein                                       | Chorales |          |         |         |
| BWV358  | Jesu, meine Freude                                             | Chorales |          |         |         |
| BWV359  | esu meiner Seelen Wonne                                        | Chorales |          |         |         |
| BWV360  | Jesu, meiner Freuden Freude                                    | Chorales |          |         |         |
| BWV361  | Jesu, meines Herzens Freud'                                    | Chorales |          |         |         |
| BWV362  | Jesu, nun sei gepreiset                                        | Chorales |          |         |         |
| BWV363  | Jesus Christus, unser Heiland                                  | Chorales |          |         |         |
| BWV364  | Jesus Christus, unser Heiland                                  | Chorales |          |         |         |
| BWV365  | Jesus, meine Zuversicht                                        | Chorales |          |         |         |
| BWV366  | Ihr Gestirn', ihr hohlen Luefte                                | Chorales |          |         |         |
| BWV367  | In allen meinen Taten                                          | Chorales |          |         |         |
| BWV368  | In dulci jubilo                                                | Chorales |          |         |         |
| BWV369  | Keinen hat Gott verlassen                                      | Chorales |          |         |         |
| BWV370  | Komm, Gott Schoepfer, heiliger Geist                           | Chorales |          |         |         |
| BWV371  | Kyrie, Gott Vater in Ewigkeit                                  | Chorales |          |         |         |
| BWV372  | Lass, o Herr, dein Ohr sich neigen                             | Chorales |          |         |         |
| BWV373  | Liebster Jesu, wir sind hier                                   | Chorales |          |         |         |
| BWV374  | Lobet den Herren, denn er ist freundlich                       | Chorales |          |         |         |
| BWV375  | Lobt Gott, ihr Christen, allzugleich                           | Chorales |          |         |         |
| BWV376  | Lobt Gott, ihr Christen, allzugleich                           | Chorales |          |         |         |
| BWV377  | Mach's mit mir, Gott, nach deiner Guet'                        | Chorales |          |         |         |
| BWV378  | Meine Augen schliess' ich jetzt                                | Chorales |          |         |         |
| BWV379  | Meinen Jesum lass'ich nicht, Jesus                             | Chorales |          |         |         |
| BWV380  | Meinen Jesum lass'ich nicht, weil                              | Chorales |          |         |         |
| BWV381  | Meines Lebens letzte Zeit                                      | Chorales |          |         |         |
| BWV382  | Harmonised chorale                                             | Chorales |          |         |         |
| BWV383  | Mitten wir im Leben sind                                       | Chorales |          |         |         |
| BWV384  | Nicht so traurig, nicht so sehr                                | Chorales |          |         |         |
| BWV385  | Nun bitten wir den heiligen Geist                              | Chorales |          |         |         |
| BWV386  | Nun danket alle Gott                                           | Chorales |          |         |         |
| BWV387  | Nun freut euch, Gottes Kinder all'                             | Chorales |          |         |         |
| BWV388  | Nun freut euch, lieben Christen g'mein                         | Chorales |          |         |         |
| BWV389  | Nun lob', mein' Seel', den Herren                              | Chorales |          |         |         |
| BWV390  | Nun lob', mein Seel', den Herren                               | Chorales |          |         |         |
| BWV391  | Nun preiset alle Gottes Barmherzigkeit                         | Chorales |          |         |         |
| BWV392  | Nun ruhen alle Waelder                                         | Chorales |          |         |         |
| BWV393  | O Welt, sieh hier dein Leben                                   | Chorales |          |         |         |
| BWV394  | O Welt, sieh hier dein Leben                                   | Chorales |          |         |         |
| BWV395  | O Welt, sieh hier dein Leben                                   | Chorales |          |         |         |
| BWV396  | Nun sich der Tag geendet hat                                   | Chorales |          |         |         |
| BWV397  | O Ewigkeit, du Donnerwort                                      | Chorales |          |         |         |
| BWV398  | O Gott, du frommer Gott                                        | Chorales |          |         |         |
| BWV399  | O Gott, du frommer Gott                                        | Chorales |          |         |         |
| BWV400  | O Herzensangst, o Bangigkeit                                   | Chorales |          |         |         |
| BWV401  | O Lamm Gottes, unschuldig                                      | Chorales |          |         |         |
| BWV402  | O Mensch, bewein' dein' Suende gross                           | Chorales |          |         |         |
| BWV403  | O Mensch, schaue Jesum Christum an                             | Chorales |          |         |         |
| BWV404  | O Traurigkeit, o Herzeleid                                     | Chorales |          |         |         |
| BWV405  | O wie selig seid ihr doch, ihr Frommen                         | Chorales |          |         |         |
| BWV406  | O wie selig seid ihr doch, ihr Frommen                         | Chorales |          |         |         |
| BWV407  | O wir armen Suender                                            | Chorales |          |         |         |
| BWV408  | Schaut, ihr Suender                                            | Chorales |          |         |         |
| BWV409  | Seelen-Braeutigam                                              | Chorales |          |         |         |
| BWV410  | Sie gergruesset, Jesu guetig                                   | Chorales |          |         |         |
| BWV411  | Singet dem Herrn ein neues Lied                                | Chorales |          |         |         |
| BWV412  | So gibst du nun, mein Jesu, gute Nacht                         | Chorales |          |         |         |
| BWV413  | Sollt' ich meinem Gott nicht singen                            | Chorales |          |         |         |
| BWV414  | Uns ist ein Kindlein heut' gebor'n                             | Chorales |          |         |         |
| BWV415  | Valet will ich dir geben                                       | Chorales |          |         |         |
| BWV416  | Vater unser im Himmelreich                                     | Chorales |          |         |         |
| BWV417  | Von Gott will ich nicht lassen                                 | Chorales |          |         |         |
| BWV418  | Von Gott will ich nicht lassen                                 | Chorales |          |         |         |
| BWV419  | Von Gott will ich nicht lassen                                 | Chorales |          |         |         |
| BWV420  | Warum betruebst du dich, mein Herz                             | Chorales |          |         |         |
| BWV421  | Warum betruebst du dich, mein Herz                             | Chorales |          |         |         |
| BWV422  | Warum sollt' ich <st1:State><st1:place>mich denn graemen       | Chorales |          |         |         |
| BWV423  | Was betruebst du dich, mein Herze                              | Chorales |          |         |         |
| BWV424  | Was bist du doch, o Seele, so betruebet                        | Chorales |          |         |         |
| BWV425  | Was willst du dich, o meine Seele                              | Chorales |          |         |         |
| BWV426  | Weltlich Ehr' und zeitlich Gut                                 | Chorales |          |         |         |
| BWV427  | Wenn ich in Angst und Not                                      | Chorales |          |         |         |
| BWV428  | Wenn mein Stuendlein vorhanden ist                             | Chorales |          |         |         |
| BWV429  | Wenn mein Stuendlein vorhanden ist                             | Chorales |          |         |         |
| BWV430  | Wenn men Stuendlein vorhanden ist                              | Chorales |          |         |         |
| BWV431  | Wenn wir in hoechsten Noeten sein                              | Chorales |          |         |         |
| BWV432  | Wenn wir hoechsten Noeten sein                                 | Chorales |          |         |         |
| BWV433  | Wer Gott vertraut, hat wohl gebaut                             | Chorales |          |         |         |
| BWV434  | Wer nur den liebe Gott laesst walten                           | Chorales |          |         |         |
| BWV435  | Wie bist du, Seele, in mir so gar betruebt                     | Chorales |          |         |         |
| BWV436  | Wie schoen leuchtet der Morgenstern                            | Chorales |          |         |         |
| BWV437  | Wir glauben all' an einen Gott                                 | Chorales |          |         |         |
| BWV438  | Wo Gott zum Haus nicht gibt sein' Gunst                        | Chorales |          |         |         |
| BWV1084 | O hilf, Christe, Gottes Sohn                                   | Chorales |          |         |         |
| BWV1089 | Da Jesus an dem Kreutze stund                                  | Chorales |          |         |         |